# 戸長役場
戸長役場（こちょうやくば）とは、明治時代初期に戸長が戸籍事務などを行った役所のこと。現在の町村役場の前身にあたる。

## 概要
明治政府は当初、一度は大区小区制を導入して旧来の郡・町村体制を廃止したものの、1878年（明治11年）の郡区町村編制法によって旧来の体制に戻した上で従来は区に設置されていた戸長を町村に設置し、そこに事務を行う戸長役場を設けた。ただし、全ての町村に戸長・戸長役場が置かれた訳ではなく、小規模な町村の場合には複数の町村で1人の戸長、1か所の戸長役場の例もあった。
戸長役場には公選後に知事によって任命される戸長と書記にあたる筆生、雑用係である小走がおり戸長らの給与は県税で賄われた。代わりに府知事および県令－郡長－戸長の上下関係の下に置かれ、官吏懲戒令の対象にもなり得た。戸長役場では戸籍事務のほか、中央政府および府県や郡の命令を住民に伝達・徹底に努め、更に徴税・徴兵・教育・厚生などの業務を行い、惣代もしくは重立と呼ばれる補助機関も設置された。戸長は公選によって選ばれていたが、旧来の名主・庄屋など町村の指導的な役割を務めた豪農が選ばれる傾向が強かった。また、新たに戸長役場を建築する財政的余裕のない町村も多く、戸長の私宅の一部を戸長役場に充てる場合も多かった。また、これらとは別に公選の町村会が置かれる場合もあった。
ところが、旧来の名主・庄屋の系統を引く公選戸長は明治政府の組織の末端にありながら住民の代表として政府の政策に対峙する姿勢を見せ、自由民権運動に走るものもいた。このため、政府は1884年（明治17年）に制度の改革を行った。すなわち戸長を知事による官選に改め、平均5町村、500戸を目途として1人の戸長を置く制度に切り替えた。これによって戸長役場の性格も変わり、複数の町村を1つの戸長役場が管轄するようになり、連合戸長役場（れんごうこちょうやくば）と称されるようになった。また、戸長の私宅を戸長役場にすることは行政の私物化に通じるとして禁じられ、原則として役場は新築もしくは学校や寺院などの公共性の高い施設や第三者の私宅などを借り上げて役場とすることになった。これは、官選の戸長が地域内から選ばれず国策に忠実でかつ行政能力のある官吏を戸長に任じて外部から派遣することも考慮したためである。実際に自由民権運動の盛んな地域ではこの措置が採られていた。更に連合戸長役場が管轄する地域による連合町村会も設置された。もっとも、旧来の町村ごとの惣代・重立が町村単位の責任者として戸長の補完機能を果たし、町村会も引き続き活動するなど、必ずしも官選戸長が地域行政を把握していた訳ではなかった。なお、戸長役場が連合戸長役場に移行される際、全ての行政文書（すなわち1884年以前の地方行政文書）が旧来の戸長役場から新しい連合戸長役場に継承されなかった例も少なくなく、そうした文書がその後戸長経験者の私宅など民間に置かれたまま廃棄・紛失してしまった例もある。このことが、この時期の地方史・地域史研究において障害となるケースもある。
1888年（明治21年）から翌年にかけて行われた明治の大合併では、連合戸長役場単位が目安の1つとなった。1889年（明治22年）の町村制導入によって（連合）戸長役場は新しい町村役場に切り替えられることになった。